# Sicherheitsleistung
Eine Sicherheitsleistung ist die Stellung einer Sicherheit, die für bestimmte Sachverhalte von Amts wegen oder kraft vertraglicher Vereinbarung gefordert wird. 

## Allgemeines
Diese Sicherheitsleistung dient im Privatrecht primär dem Gläubigerschutz.  Im Straf- und Ordnungswidrigkeitenverfahren hat die Sicherheitsleistung den Zweck, den staatlichen Strafverfolgungs- und Strafvollstreckungsanspruch zu sichern. Im Finanzmarktrecht soll sie primär die Krisenfestigkeit des Finanzsystems erhöhen.

## Arten der Sicherheitsleistung nach Rechtsgebieten

### Privatrecht
Das bürgerliche Recht verpflichtet den Schuldner in verschiedenen Zusammenhängen, für einen Anspruch des Gläubigers Sicherheit zu leisten. So ist zu Gunsten bekannter Gläubiger eines in Liquidation befindlichen Vereins bestimmt, dass ihnen für ihre Forderung Sicherheit zu leisten ist (§ 52 Abs. 2 BGB). Ein anderes Beispiel ist das in § 1389 BGB verankerte Recht eines Ehegatten, unter bestimmten Voraussetzungen Sicherheit für den künftigen Anspruch auf Durchführung des Zugewinnausgleichs zu verlangen, oder der Anspruch nach § 1039 Abs. 1 Satz 2 BGB auf Stellung einer Sicherheit für den Regressanspruch gegen den durch übermäßige Fruchtziehung bereicherten Nießbraucher. Praktisch wichtige Anwendungsfälle finden sich insbesondere im Bauvertragsrecht: Hier gibt es zur Absicherung des Werklohnanspruchs des Unternehmers die gesetzlich vorgesehenen Sicherungsmittel der Bauhandwerkersicherungshypothek nach § 648 BGB und der Bauhandwerkersicherung nach § 648a BGB; zur Absicherung von Ansprüchen des Bestellers auf Vertragserfüllung oder Erfüllung von Ansprüchen bei Baumängeln wird häufig die Stellung von Sicherheiten im Vertrag geregelt (Beispiel: Vertragserfüllungsbürgschaft, Gewährleistungsbürgschaft). Soweit die VOB/B vertraglich vereinbart ist, finden sich in § 17 VOB/B nähere Bestimmungen für solche Sicherheiten zugunsten des Bestellers.
Die Art der Sicherheitsleistung ist im Allgemeinen Teil des Bürgerlichen Gesetzbuchs geregelt (§§ 232 ff.). Nach § 232 Abs. 1 BGB kann Sicherheit grundsätzlich geleistet werden
- durch die Hinterlegung von Geld oder Wertpapieren,
- durch die Verpfändung von in das Bundesschuldbuch oder das Landesschuldbuch eingetragenen Forderungen,
- durch die Verpfändung beweglicher Sachen,
- durch die Bestellung von Schiffshypotheken an in das Schiffsregister oder das Schiffsbauregister eingetragenen Seeschiffen,
- durch die Bestellung von Hypotheken an inländischen Grundstücken und grundstücksgleichen Rechten,
- durch Verpfändung von Forderungen, die durch eine Hypothek gesichert sind oder durch Verpfändung von Grundschulden oder Rentenschulden an inländischen Grundstücken.

Kann die Sicherheit nicht in dieser Weise geleistet werden, so ist die Stellung eines tauglichen Bürgen zulässig (§ 232 Abs. 2 BGB).

### Zivilprozessrecht

#### Aktorische Kaution oder Prozesskostensicherheit
Die aktorische Kaution oder Prozesskostensicherheit ist die Sicherheitsleistung des Klägers, die in vielen Ländern im Zivilprozessrecht als Schutz des Beklagten vorgesehen ist. In Deutschland ist sie durch §§ 110 ff. ZPO geregelt. Diese Prozesskostensicherheit haben ausländische Parteien, die nicht in der EU ansässig sind, auf Verlangen des Beklagten zur Sicherung eines eventuellen Kostenerstattungsanspruchs zu leisten. Hintergrund dieser Regelung ist die größere Schwierigkeit, Forderungen im Ausland zu vollstrecken.

#### Erkenntnisverfahren (Deutschland)
Als Instrument des Prozessrechts ist die Sicherheitsleistung in den §§ 108 ff. Zivilprozessordnung (ZPO) geregelt, die über die ZPO hinaus auch auf Verfahren nach dem Wohnungseigentumsgesetz oder dem Arbeitsgerichtsgesetz Anwendung finden. Zweck der Sicherheitsleistung ist hier die möglichste Wahrung der Gerechtigkeit durch eine Begrenzung des Kostenrisikos.
Dabei setzt § 108 ZPO das Bestehen einer gesetzlichen Anordnung zur Leistung von Sicherheit voraus. Liegt diese vor, kann das Gericht nach freiem Ermessen bestimmen, in welcher Art und Höhe Sicherheit zu leisten ist. Demgegenüber ist das Gericht bei Fehlen einer derartigen Bestimmung selbst dann an der Anordnung einer Sicherheitsleistung gehindert, wenn diese der Billigkeit entsprechen mag.
Liegen die Voraussetzungen der Anordnung einer Sicherheitsleistung vor und trifft das Gericht keine Bestimmung zu deren Ausführung, so ist die Sicherheit durch eine unbedingte und unbefristete Bürgschaft eines geeigneten Kreditinstituts oder durch Hinterlegung von Geld oder geeigneten Wertpapieren zu bewirken.

#### Vollstreckungsverfahren (Deutschland)
Bestimmte Vollstreckungstitel sind nur vorläufig vollstreckbar. Das gilt beispielsweise für erstinstanzliche Urteile. Aus diesen Urteilen soll der Kläger – wenn er den Prozess gewonnen hat – bereits vollstrecken können, damit der Beklagte möglichst keinen Anreiz hat, das Verfahren durch Einlegen eines Rechtsmittels zu verzögern.
Durch die Vorschriften über die Sicherungsvollstreckung (§ 709, § 710 ZPO) wird eine Verteilung des Insolvenzrisikos vorgenommen. Darf der Kläger aus einem Urteil nur vollstrecken, wenn er in Höhe des zu vollstreckenden Betrages Sicherheit leistet, so muss der Beklagte nicht besorgen, dass der Kläger den beigetriebenen Betrag nach einer für den Beklagten erfolgreich durchgeführten Berufung nicht mehr besitzt und nicht wieder herausgeben könnte.

### Aktienrecht
Das deutsche Aktienrecht sieht für den Fall eines zwischen einer Muttergesellschaft und ihrer Tochtergesellschaft abgeschlossenen Ergebnisabführungsvertrages vor, dass die Muttergesellschaft den Gläubigern der Tochtergesellschaft nach § 303 Abs. 1 AktG eine Sicherheitsleistung sechs Monate lang nach Beendigung des Vertrages zu erbringen hat.

### Strafrecht

#### Strafverfahren
Sicherheitsleistungen im Strafverfahren dienen ausschließlich dazu, den Strafverfolgungsanspruch des Staates zu sichern. Privatrechtliche Ansprüche können im Strafverfahren hingegen nicht durch Sicherheitsleistungen gesichert werden. Nach den §§ 127a, § 116a StPO kann von einer Festnahme abgesehen werden, wenn 
- der Beschuldigte im Inland keinen festen Wohnsitz oder Aufenthaltsort hat,
- als Haftgrund ausschließlich Fluchtgefahr besteht,
- mit einer Freiheitsstrafe nicht zu rechnen ist und
- der Beschuldigte einen Zustellungsbevollmächtigten bestellt hat.

Liegen diese Voraussetzungen vor, kann der Beschuldigte durch Leistung einer angemessenen, die zu erwartende Geldstrafe und Verfahrenskosten deckende Sicherheitsleistung eine drohende Festnahme abwenden. In diesem Falle wird die Fluchtgefahr durch die Sicherheitsleistung kompensiert. Falls jedoch Zweifel bestehen, ob sämtliche Voraussetzungen vorliegen, muss der Beschuldigte vorläufig nach § 127 Abs. 2 StPO festgenommen und eine Entscheidung des zuständigen Amtsgerichts abgewartet werden. 
Zudem ist eine Sicherheitsleistung nach § 132 StPO möglich, wenn ein einer Straftat dringend verdächtigter Beschuldigter keinen festen Wohnsitz oder Aufenthaltsort in Deutschland nachweisen kann, aber dennoch die Voraussetzungen eines Haftbefehls nicht vorliegen. Kommt ein Beschuldigter der Anordnung zur Sicherheitsleistung nicht nach, so können Beförderungsmittel (Kfz) und andere ihm gehörende und von ihm mitgeführte Sachen beschlagnahmt werden. Diese Beschlagnahme ist bei der Sicherheitsleistung nach § 127a StPO nicht statthaft.

#### Ordnungswidrigkeitenverfahren
Bei Betroffenen einer Ordnungswidrigkeit darf die Festsetzung einer Sicherheitsleistung angeordnet werden (§ 46 OWiG in Verbindung mit § 132 StPO). Nach § 46 Abs. 3 OWiG sind im Bußgeldverfahren Verhaftungen und vorläufige Festnahmen unzulässig, so dass nur die Festsetzung einer Sicherheitsleistung in Betracht kommt. Festnahmen – mit der Folge eines Freiheitsentzuges – würden hier bei der zu erwartenden Geldbuße unverhältnismäßig sein.

### Finanzmarktrecht
Im Finanzmarktrecht sind Sicherheitsleistungen in folgenden Bereichen geregelt:
- Stellung von Kreditsicherheiten bei der Gewährung von Krediten oder
- Stellung von Sicherheiten durch die Vertragspartner bei Wertpapiergeschäften und anderen Finanzinstrumenten (siehe Margin).